# Bonaparte River
Der Bonaparte River ist ein ca. 170 km langer rechter Nebenfluss des Thompson River im Süden der kanadischen Provinz British Columbia.

## Flusslauf
Den Ursprung des Bonaparte River bildet der kleine Bergsee Couture Lake. Dieser liegt auf einer Höhe von 1500 m auf dem Bonaparte-Plateau, einem östlichen Teilbereich des Interior Plateau. Das seenreiche Quellgebiet liegt zum Teil innerhalb des Bonaparte Provincial Parks. Der Bonaparte River fließt anfangs 15 km nach Norden und mündet in das östliche Ende des Bonaparte Lake. Den 17 km langen See verlässt der Bonaparte River an dessen westlichem Ende. Anschließend strömt er 15 km nach Nordwesten. Der Machete Creek mündet rechtsseitig in den Bonaparte River. Dieser wendet sich nun nach Südwesten. Er durchfließt den Young Lake, der eine Flussverbreiterung darstellt, und fließt anschließend Richtung West. Später, auf den letzten 60 km und nachdem er den Chasm Provincial Park durchflossen hat, wendet sich der Bonaparte River nach Süden. Er passiert die Siedlung Cache Creek und mündet schließlich oberhalb der kleinen Gemeinde Ashcroft in den in Richtung Südsüdwest strömenden Thompson River. Der Bonaparte River bildet in seinem Mittellauf die Grenze des Bonaparte-Plateaus zum nördlich angrenzenden Cariboo-Plateau.

## Hydrologie
Der mittlere Abfluss am Pegel 11 km oberhalb der Mündung beträgt 5,8 m³/s. Das Einzugsgebiet umfasst etwa 5050 km². Die Monate Mai und Juni sind gewöhnlich die abflussstärksten.